# Complexe sportif Atanasio-Girardot
Le Complexe sportif Atanasio-Girardot (en espagnol : Unidad Deportiva Atanasio Girardot, en hommage à Atanasio Girardot, leader révolutionnaire colombien ayant combattu aux côtés de Simón Bolívar) est un complexe sportif situé à Medellín (Colombie) comprenant un stade de football, Estadio Atanasio Girardot, une salle omnisports couverte, Coliseo Cubierto Iván de Bedout, un terrain de baseball, Diamante de Béisbol Luis Alberto Villegas, un vélodrome, Velódromo Martín Emilio Cochise Rodríguez, un stade d'athlétisme, Estadio de Atletismo Alfonso Galvis Duque, une salle omnisports auxiliaire, Coliseo Auxiliar Yesid Santos, une salle de jeu d'échecs, des piscines avec équipement pour le plongeon ainsi que diverses autres installations sportives.

## Stade de football
Le stade Atanasio-Girardot, inauguré le 19 mars 1953, est un stade de football d'une capacité de 52 827 places au départ, ramenée à 44 739 places lors de la rénovation de 2011 dans le cadre de la Coupe du monde de football des moins de 20 ans pour correspondre aux normes FIFA.

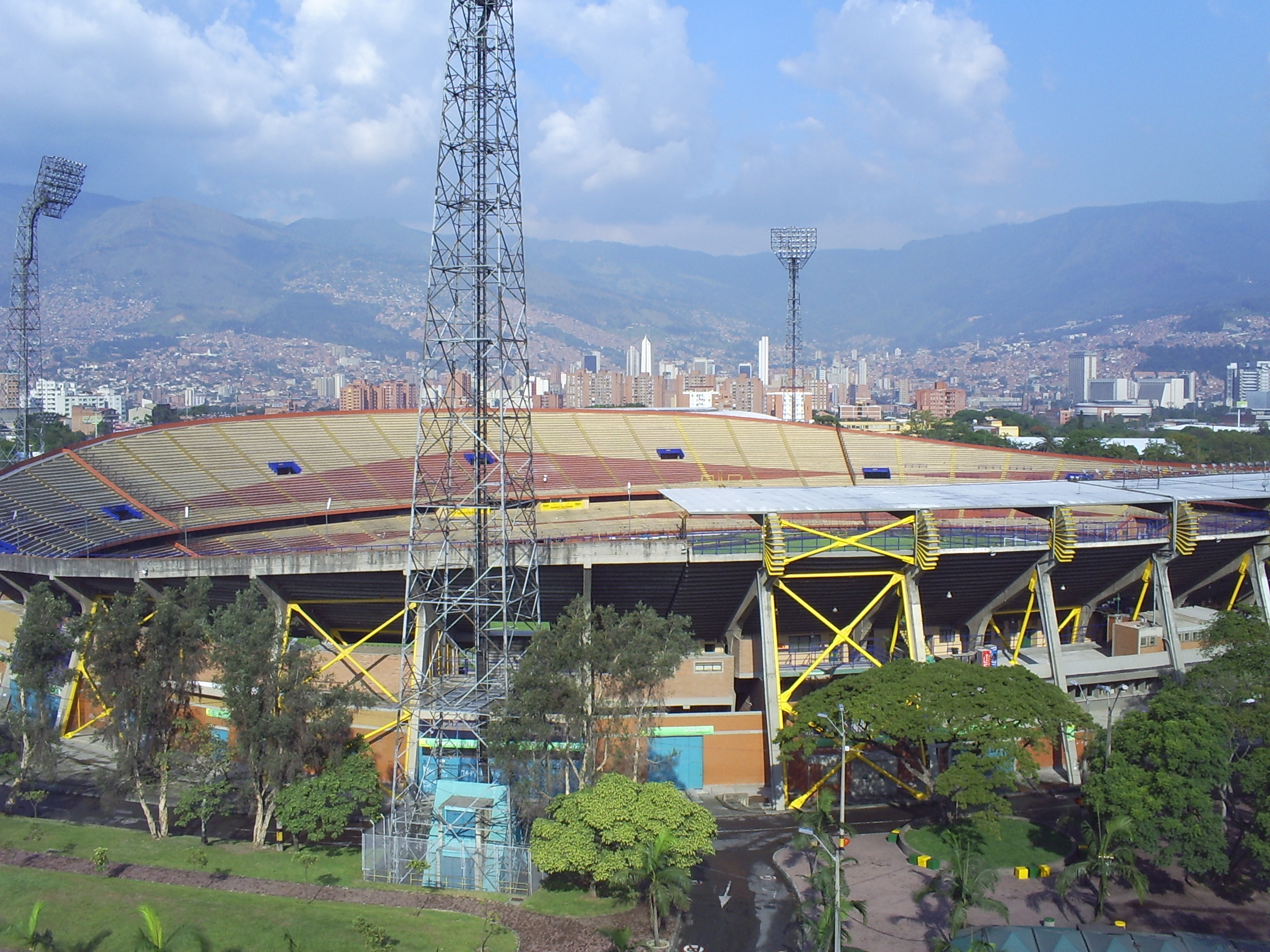
Le stade de football Atanasio-Girardot

Le stade est surtout utilisé pour les matchs de football de l'Atlético Nacional et de l'Independiente Medellín.

### Compétitions sportives
- Copa América de 2001
- Jeux sud-américains de 2010
- Coupe du monde des moins de 20 ans de 2011

## Terrain de baseball
Le terrain Luis Alberto Villegas, inauguré en 1954, est un terrain de baseball d'une capacité de 7 000 places. Il est le stade de l'équipe de baseball des Potros de Medellín.

### Compétitions sportives
- XIIIe jeux d'Amérique centrale et des Caraïbes de 1978
- Jeux sud-américains de 2010
- Championnat de Colombie de baseball

## Stade d'athlétisme

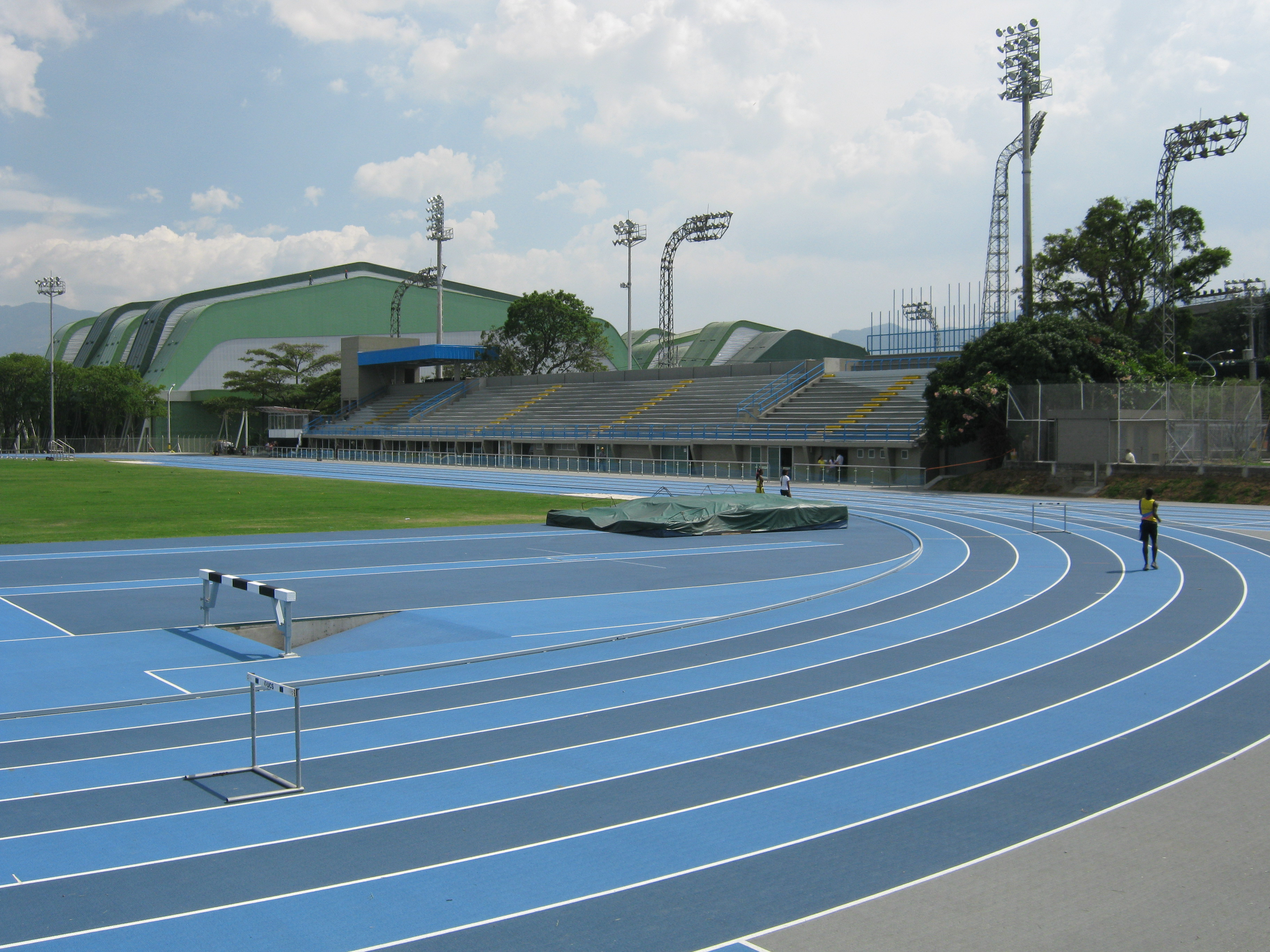
La piste du Stade Alfonso-Galvis-Duque

Le stade Alfonso-Galvis-Duque, inauguré en 2010, est un stade d'athlétisme.

### Compétitions sportives
- Championnats panaméricains juniors d'athlétisme de 2013